# Escut de Saldes
Tot i que Saldes no disposa d'un escut oficial, l'escut oficiós, emprat per l'ajuntament, té el següent blasonament:
Un escut quadrilong, d'or, un mont de tres penyes de sinople, les penyes somades d'una creu llatina, gules, la de la destra, una palma de martiri, sinople, la central, i un bàcul, gules, la de la sinistra. Per timbre una corona de duc encimerada d'una palma de martiri, sinople, una creu llatina, gules, i un bàcul, gules.
La creu llatina, la palma de martiri i el bàcul fan referència a Sant Serni (Sadurní), Sant Andreu, i Sant Martí, respectivament. Aquests són els patrons de tres antigues parròquies del municipi, Sant Serni de Maçaners, Sant Andreu de l'Espà i Sant Martí de Saldes. De principis del segle XX fins als anys 60, l'ajuntament emprava un escut amb un mont de tres penyes somades per imatges d'aquests tres sants. L'ús de la corona de duc no sembla estar justificat per la presència històrica de cap duc a Saldes.

## Proposta d'escut oficialitzat
L'any 1997, l'ajuntament va iniciar els tràmits per oficialitzar l'escut municipal. El Conseller Heràldic Armand de Fluvià va tornar aquesta proposta d'escut:
“Escut caironat, de sinople, un mont de penyes d'or movent de la punta, les penyes sobremuntades d'un sautoret o creu de Sant Andreu d'argent, la de la destra; d'una espasa d'or sobremuntada d'una ferradura d'or, la central; i d'un bàcul de bisbe d'argent en pal, la de la sinistra. Per timbre una corona mural de poble”
Aquesta proposta va ser rebutjada pel ple municipal.